# 科吉德村
科吉德村（波斯語： كجيد，罗马化Kojīd），是伊朗吉兰省阿姆拉什县兰库区科吉德鄉的村。2006年人口普查顯示該村人口为245人，分布在92个家庭中。